# Újsolt
Újsolt – wieś i gmina w środkowej części Węgier, w pobliżu miasta Kunszentmiklós. Miejscowość leży na obszarze Wielkiej Niziny Węgierskiej, w komitacie Bács-Kiskun, w powiecie Kunszentmiklós.
Gmina Újsolt liczy 152 mieszkańców (2009) i zajmuje obszar 32,98 km².